# اشلی سامونز
اشلی سامونز (انگلیسی: Ashley Sammons؛ زادهٔ ۱۰ نوامبر ۱۹۹۱) بازیکن فوتبال اهل بریتانیا است.
از باشگاه‌هایی که در آن بازی کرده‌است می‌توان به باشگاه فوتبال ردیچ یونایتد، باشگاه فوتبال کوربی تاون، باشگاه فوتبال ووستر سیتی، باشگاه فوتبال بیرمنگام سیتی، و باشگاه فوتبال هرفورد یونایتد اشاره کرد.
وی همچنین در تیم ملی فوتبال زیر ۱۷ سال انگلستان بازی کرده‌است.